# Ровенская и Острожская епархия
Ро́венская епа́рхия — епархия Украинской православной церкви, объединяет приходы и монастыри на территории Гощанского, Дубенского, Здолбуновского, Корецкого, Млиновского, Острожского, Радивиловского и Ровненского районов Ровненской области.

## История
В 1940 или 1941 году, была впервые учреждена Ровенская епархия. После Великой Отечественной войны она была упразднена.
В конце 1980-х годов быстро возраждаться церковная жизнь и Священный синод Русской православной церкви 10 апреля 1990 года принял решение учредить Ровенскую епархию, выделив её из состава Волынской.
В первые годы существования епархии было открыто множество храмов, возрождена монашеская жизнь в ряде монастырей, открыто духовное училище по подготовке регентов-псаломщиков.
24 августа 1992 года при попустительстве властей были захвачены Свято-Воскресенский кафедральный собор в Ровно и здание епархиального управления.
30 марта 1999 года ввиду большого количества приходов, для удобства духовного окормления из Ровенской была выделена Сарненская епархия.

## Благочиния
8 по числу районов
- Гощанский
- Дубновский
- Здолбуновский
- Корецкий
- Млиновский
- Острожский
- Радивиловский
- Ровенский

## Архиереи
- Димитрий (Маган) (11 июня — 1 августа 1942)
- Феодор (Рафальский) (6 июня 1943—1945)
- Ириней (Середний) (10 апреля 1990 — 19 октября 1993)
- Анатолий (Гладкий) (28 октября 1993 — 27 июля 1995)
- Варфоломей (Ващук) (27 июля 1995 — 15 сентября 2021)
- Пимен (Воят) (с 15 сентября 2021 в/у, с 16 ноября 2021 утверждён на кафедре).